# Siedlung der Oberförsterei Jonava

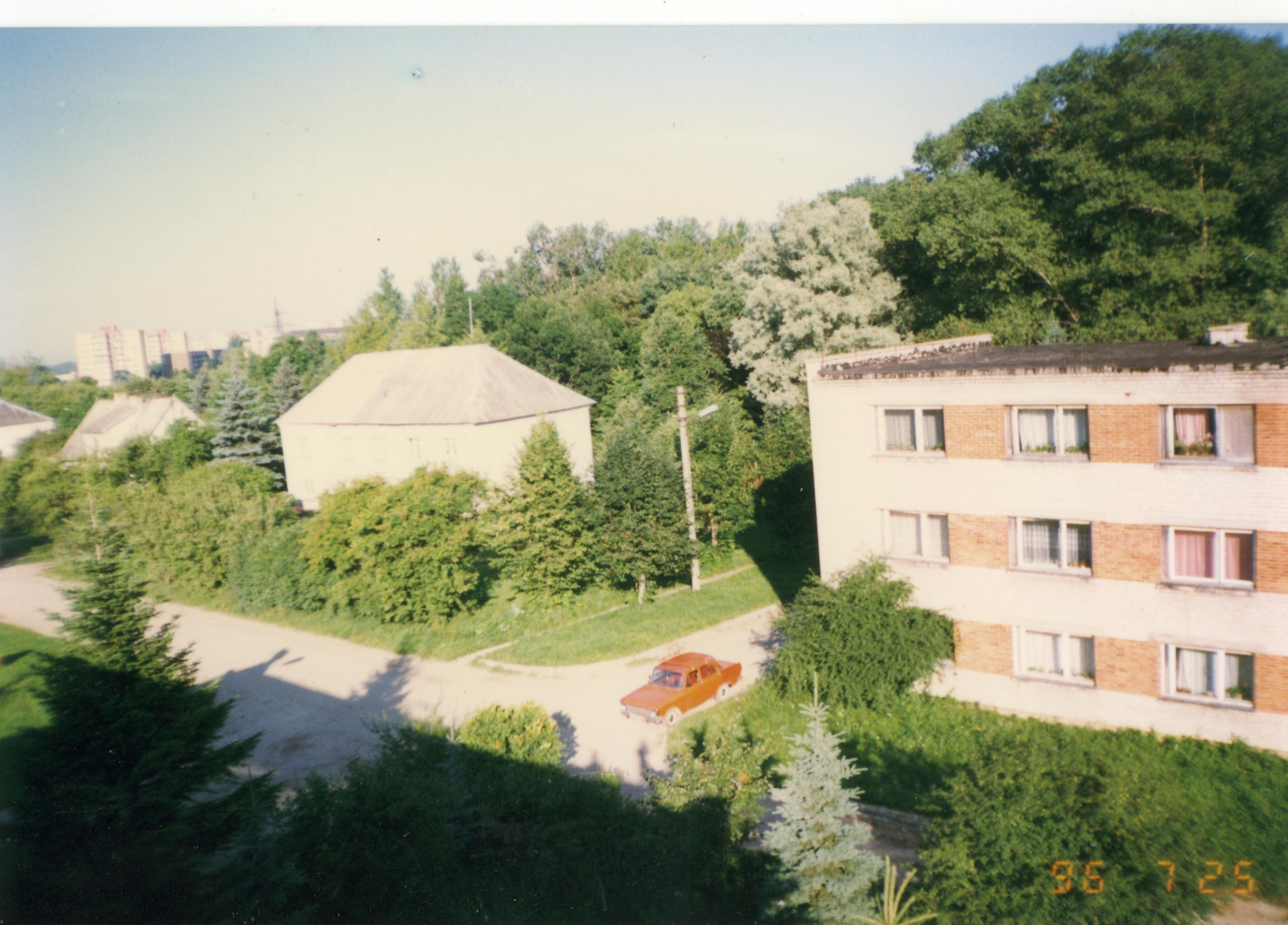
Siedlung (1996)

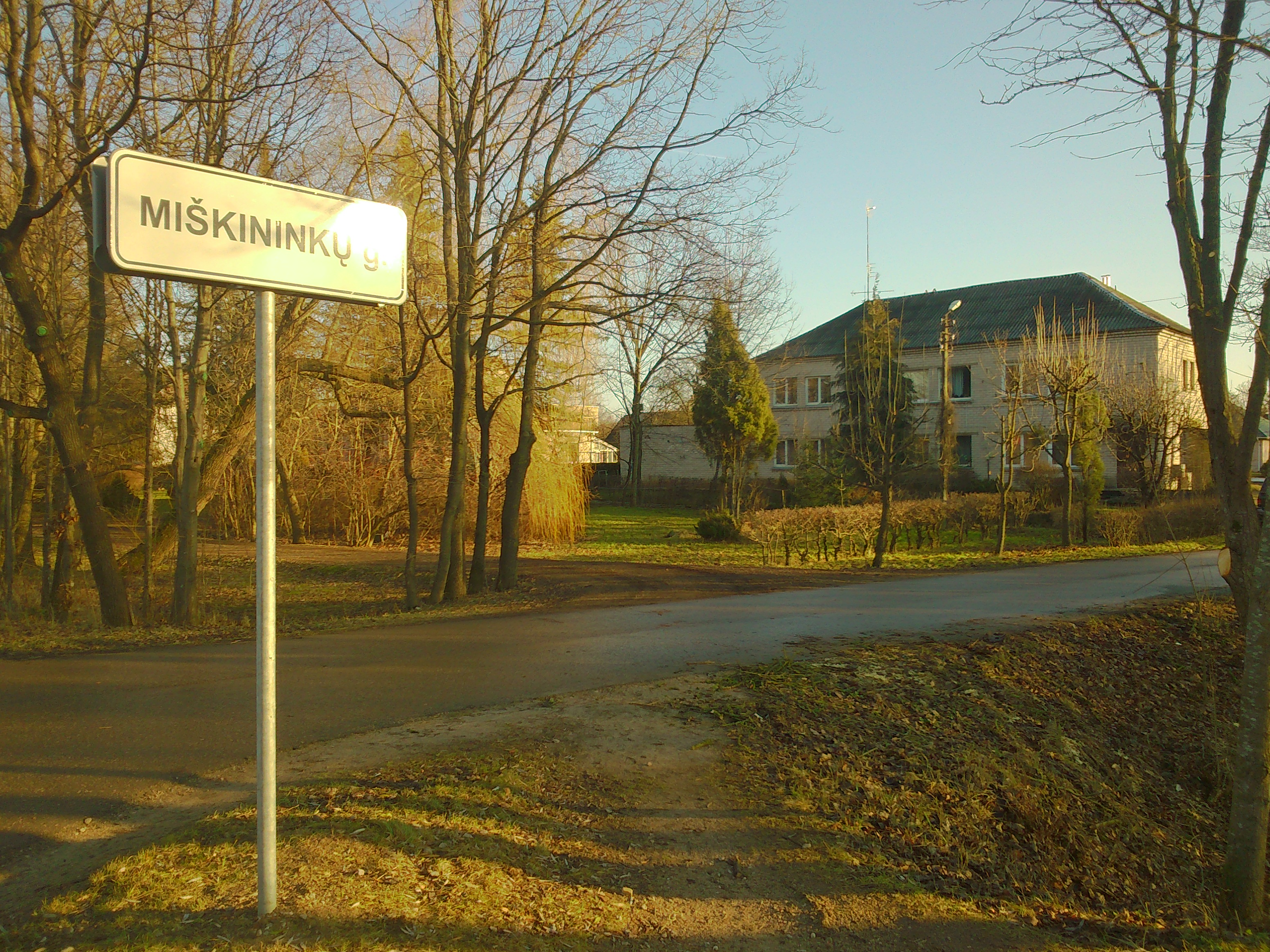
Einfahrt bei der Fabriko-Straße

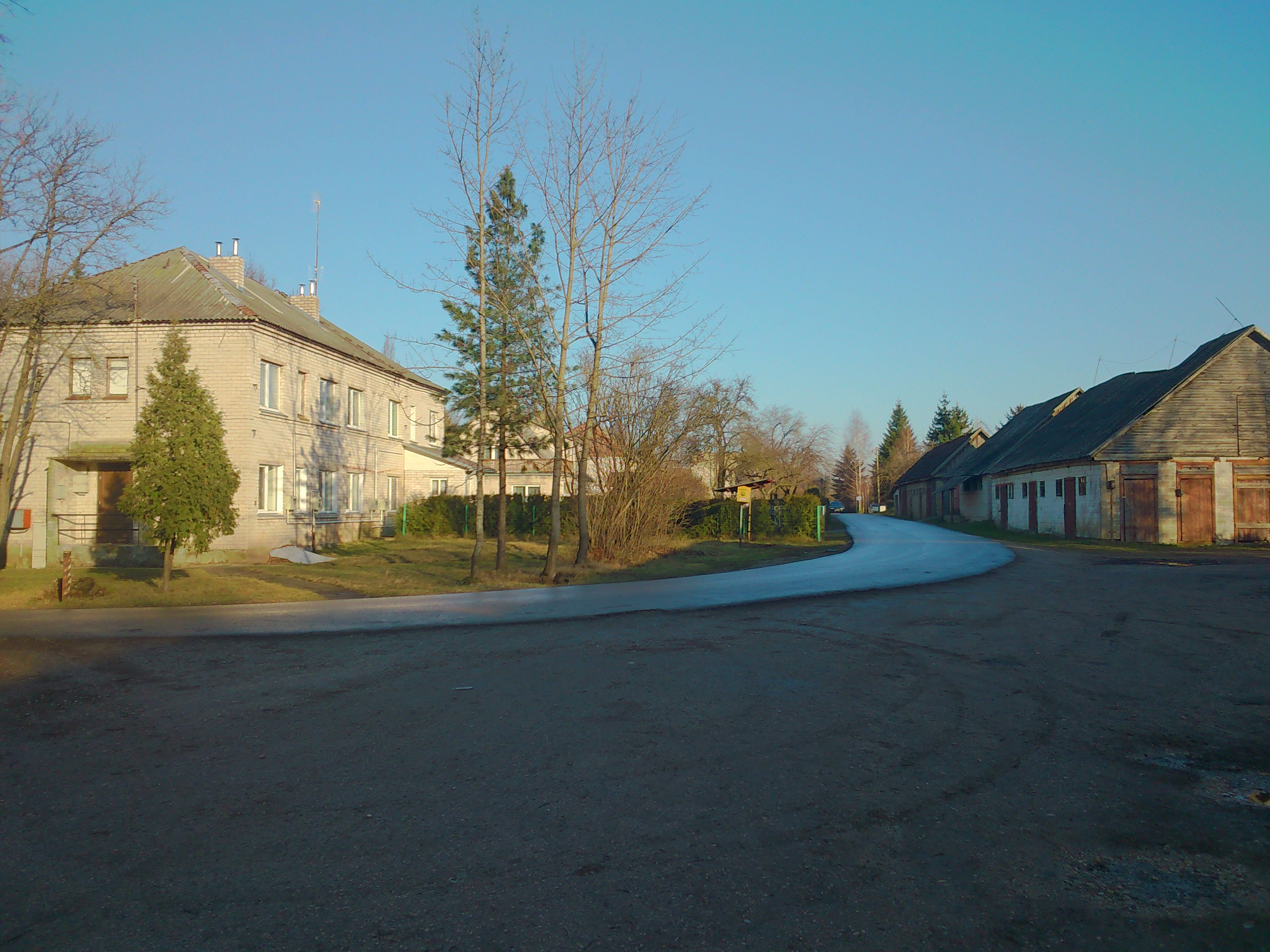
Einfahrt bei der Panerių-Straße

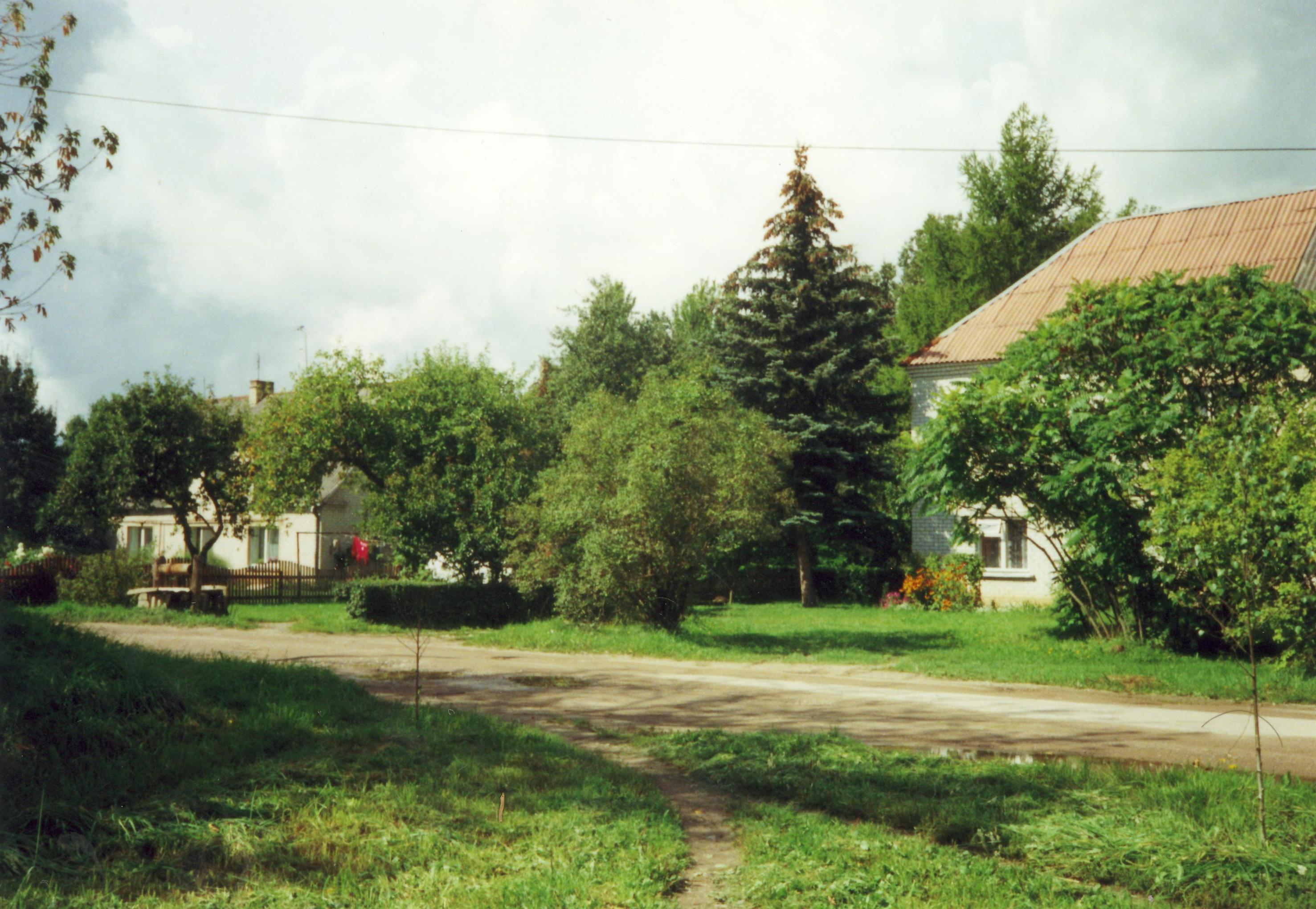
Straße

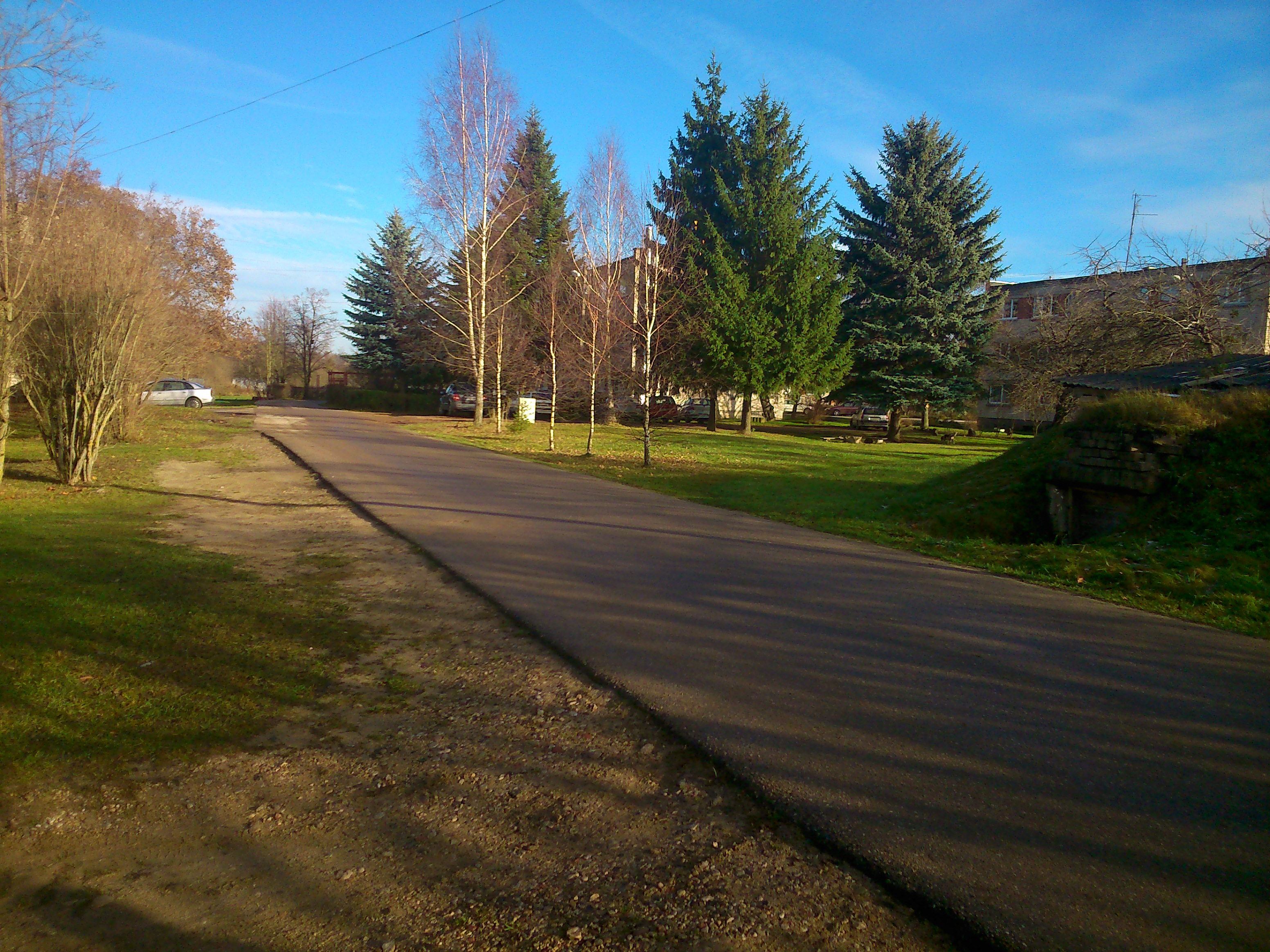
Straße

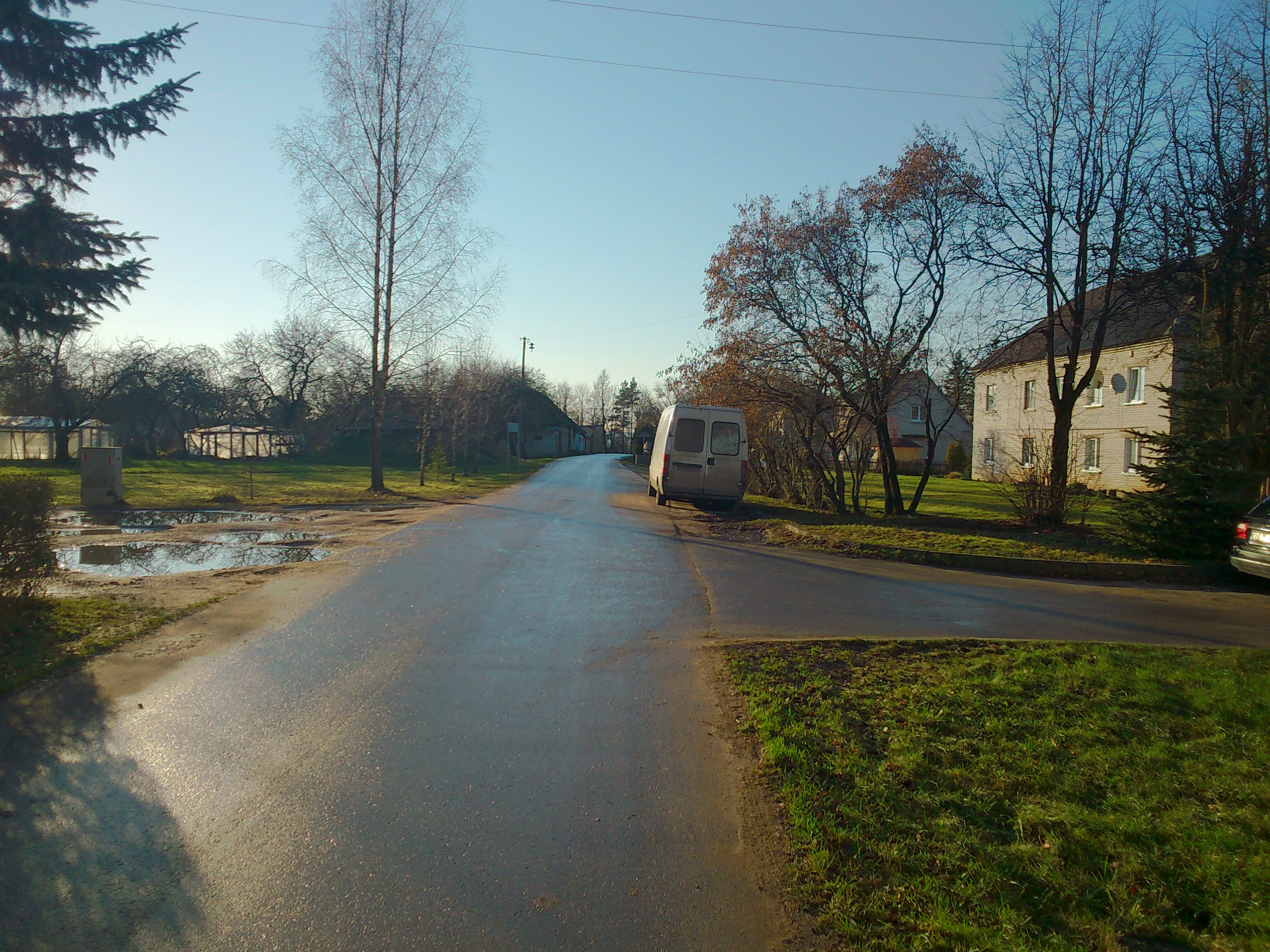
Weg

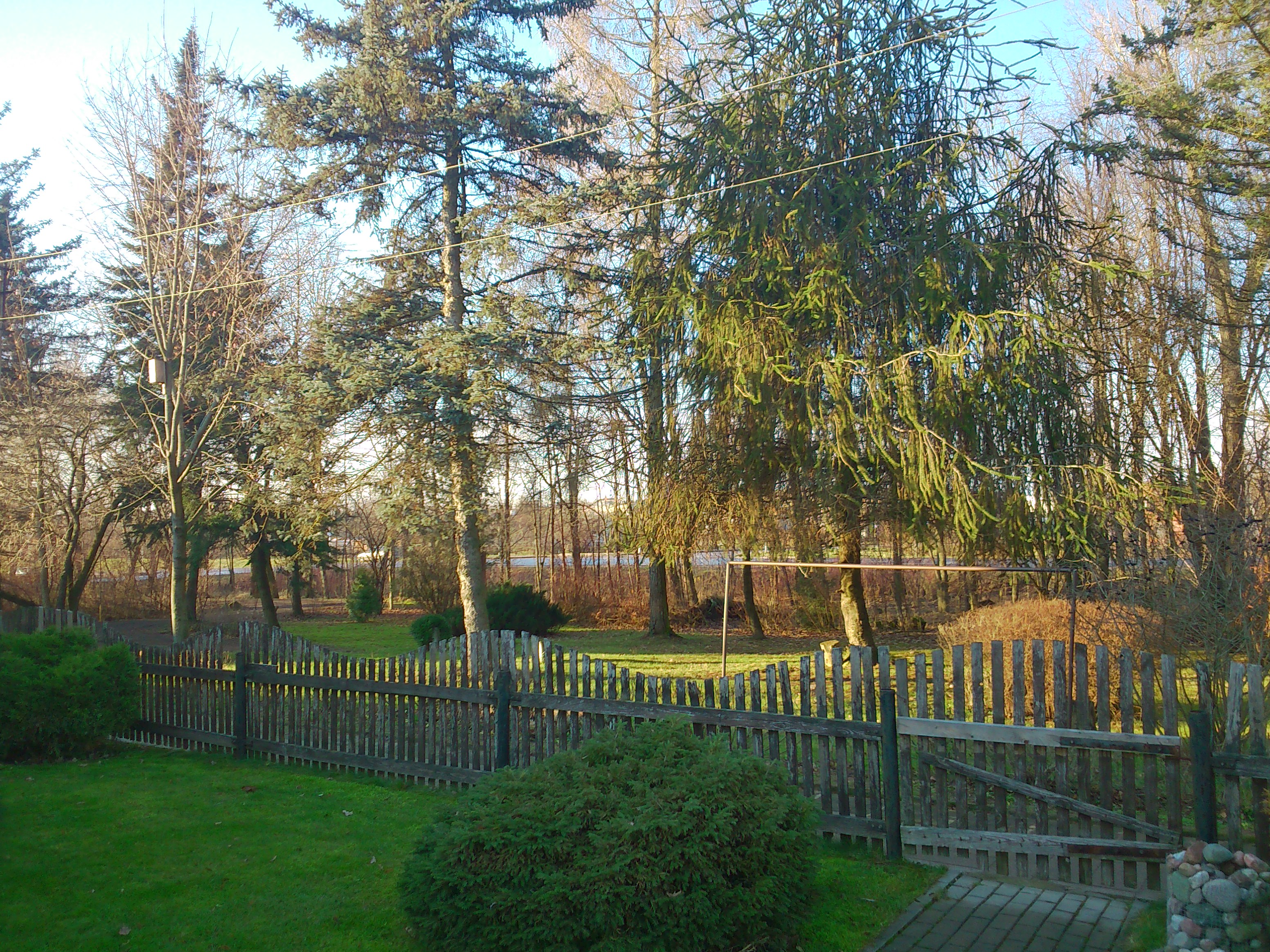
Forstbotanischer Park

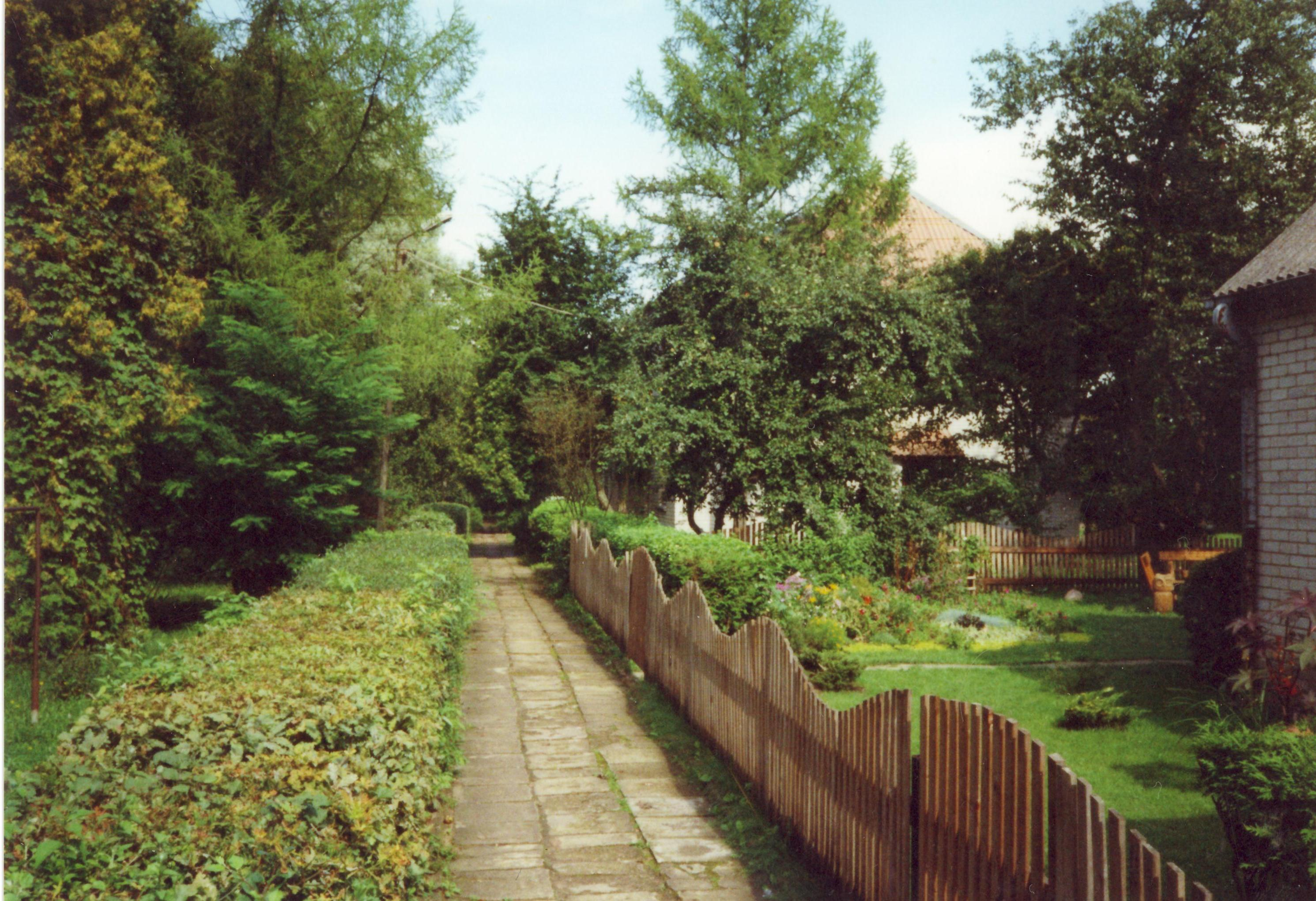
Fußweg

Die Siedlung der Oberförsterei Jonava (lit. Jonavos miškų urėdijos gyvenvietė) ist ein nördlicher Stadtteil von Jonava (Bezirk Kaunas) in Litauen.

## Geographie
Die Siedlung der Oberförsterei Jonava liegt am rechten Ufer der Neris in der oberen Terrasse, an der Straße A6 (Kaunas-Zarasai-Daugavpils), am Ende der Jonas-Basanavičius-Straße (Hauptstraße der Stadt), an der Kreuzung von Fabriko- und Panerių-Straße, unweit des Eisenbahnviadukts und der Eisenbahnbrücke Jonava. In der Nähe befindet sich der Atminimo-Park, die Burghügel Laukagaliai, eine Gasstation (Abteilung Jonava der Filiale Kaunas von AB Lietuvos dujos).
Der Stadtteil grenzt sich an die Stadtteile Girelė, Baldininkai, Laukagaliai und an den südwestlichen Teil des Dorfs Laukagaliai im Amtsbezirk Šilai.

## Geschichte
Von 1960 bis 1977 baute man die Siedlung des forstwirtschaftlichen Betriebs Jonava am Ende der damaligen Spalio revoliucijos-Straße bei Laukagaliai. Im ersten Haus arbeitete die Verwaltung des Forstbetriebs. Von Jahr zu Jahr wurden insgesamt 64 Wohnungen (in den Häusern Nr. 60–74) und ein eigener Heizwerk des Stadtteils errichtet. Früher wohnten hier überwiegend Mitarbeiter vom Forstamt Jonava (Forstmeister, Revierförster, Forstingenieure, Forstwirte, Forsttechniker, Waldarbeiter) mit ihren Familienmitgliedern, da die staatlichen Wohnungen nur für diese in der Sowjetzeit zur Verfügung gestellt werden durften. 
Nach der Wiedererlangung der Unabhängigkeits Litauens wurden die amtlichen Wohnungen privatisiert. Danach zogen zur Siedlung auch Nicht-Förster ein. Die Spalio-revoliucijos-Straße wurde zur Jonas-Basanavičius-Straße. Die Zentralheizung wurde später von der Stadt eingeführt. Heute ist die Siedlung ein Teil der Stadt Jonava. Seit April 2013 hat der Stadtteil eigene Miškininkų-Straße (dt. 'Förster'-Str.) aufgrund des Ratsbeschlusses der Rajongemeinde Jonava.
Im Stadtteil gibt es viele Grünanlagen, einen forstbotanischen Park, Spielplätze, einen Basketball-Platz, Grundstücke für Landwirtschaftsarbeiten und Gärtnerei. Der Stadtteil ist mit einigen Holzskulpturen des einheimischen Volkskünstlers Andrius Kazlauskas geschmückt.

## Personen
Im Stadtteil leb(t)en:
- Darius Danusevičius (* 1968), Forstgenetik, Professor der Aleksandras-Stulginskis-Universität in Kaunas
- Julius Danusevičius (* 1931), Forstgenetik, erster Forstdirektor von Jonava, Dozent der Aleksandras-Stulginskis-Universität[2]
- Vytautas Daukševičius (* 1944), Oberförster von Jonava (1990–2013)[3]
- Antanas Jakštas (1918–1999),  Forstingenieur, einer der Gründer von Atminimo-Park[4]
- Kęstutis Jakštas (1961–2009), Physiklehrer,  Direktor der „Lietavos“-Hauptschule in Baldininkai[5]
- Vytas Jankauskas (* 1982), Historiker, Lektor am Vilniaus kolegija[6]
- Juozas Jermalavičius, Forstmeister von Kaunas[7]
- Andrius Kazlauskas (* 1944), Volkskünstler, Holzskulptor, Meister der Holzschnitzerei[8]
- Stasė Mazgelienė (1944–2015), Forstschutzingenieurin, Mitgründerin des Atminimo-Parks in Jonava[9]
- Raimondas Vincevičius (* 1967), stellvertretender Oberförster von Jonava[10].

## Galerie

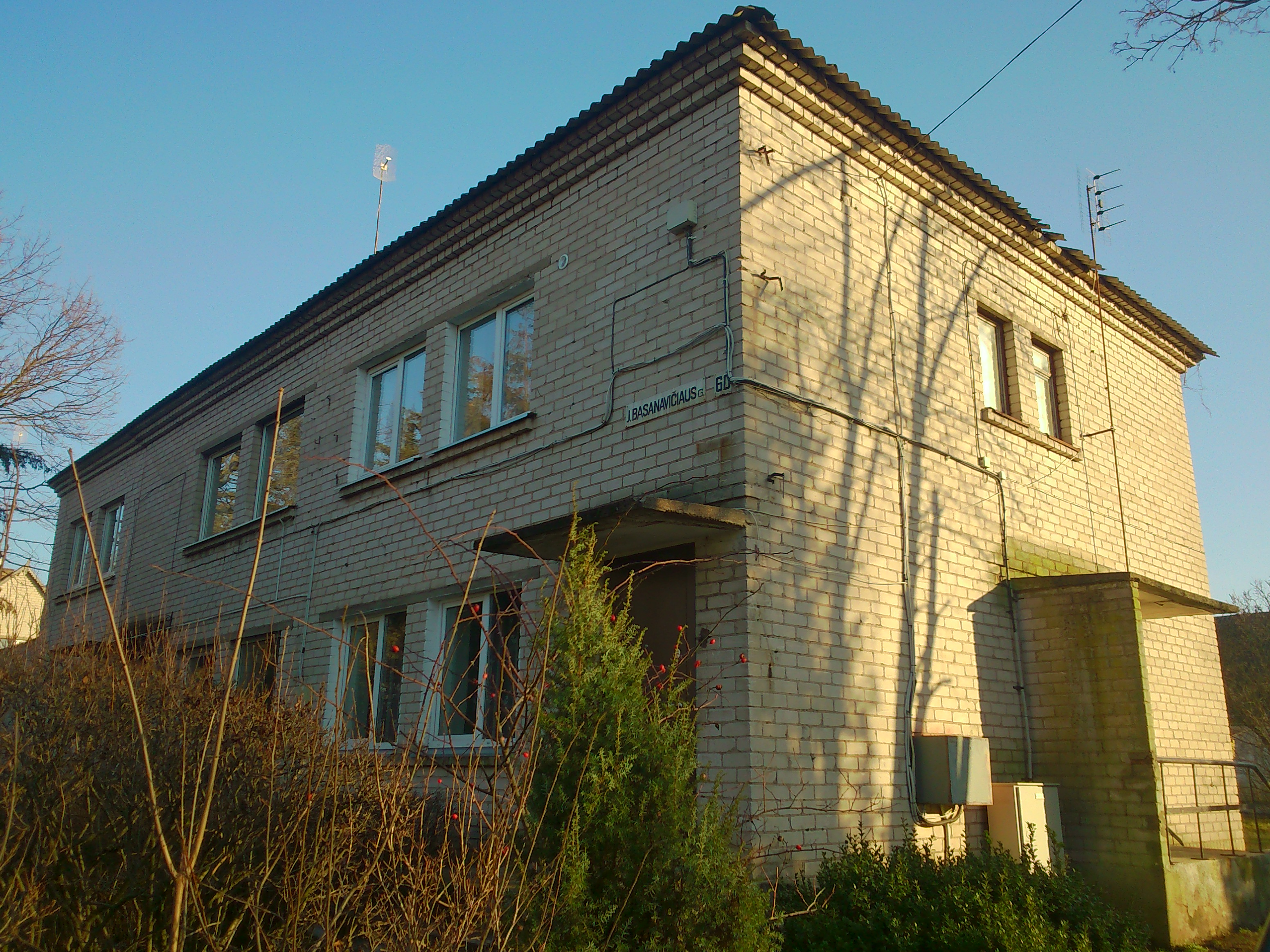
Ehemaliges Verwaltungsgebäude des forstwirtschaftlichen Betriebs Jonava, jetzt ein Wohnhaus mit 4 Wohnungen
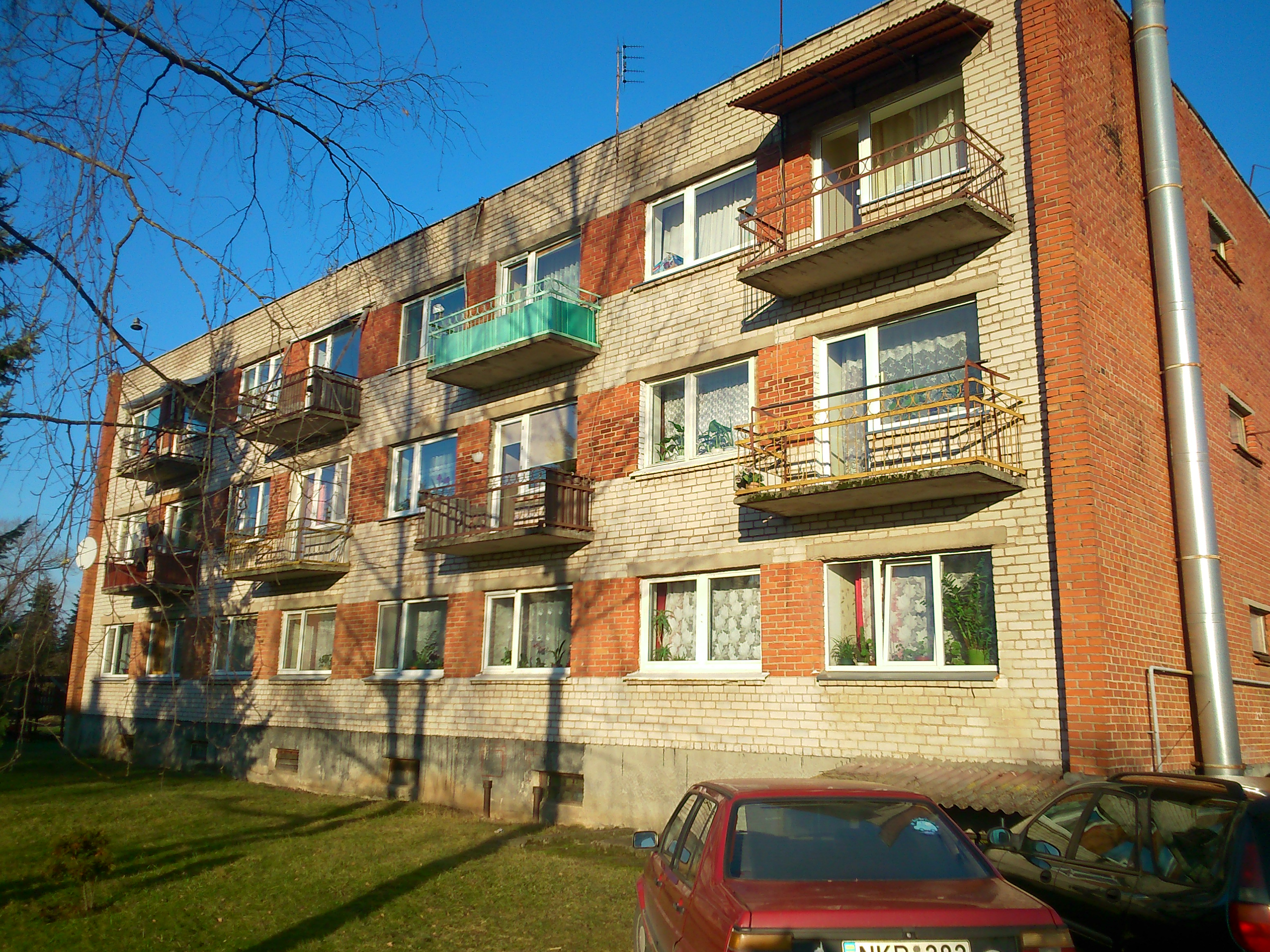
Wohnhaus mit 12 Wohnungen
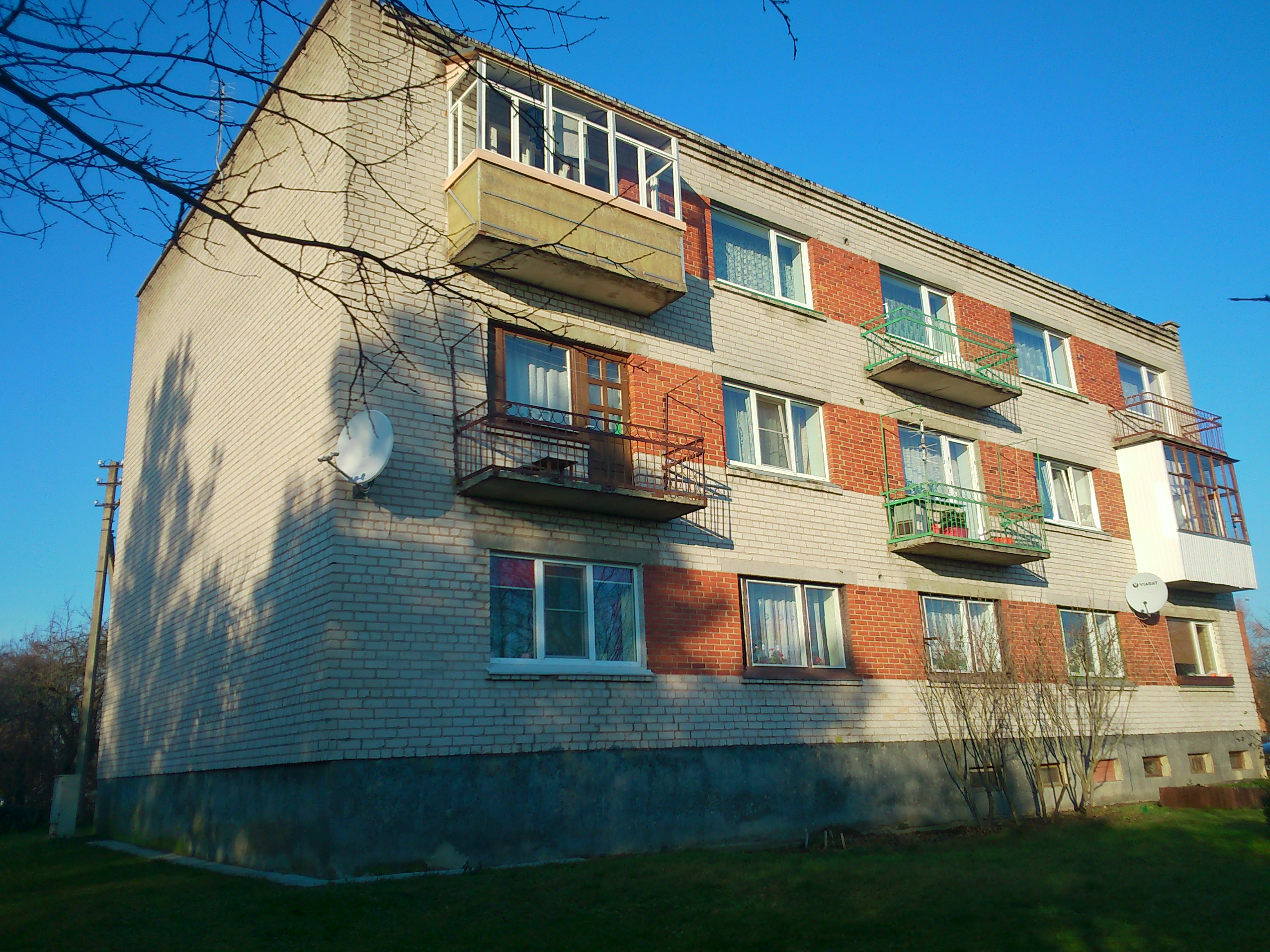
Wohnhaus mit 9 Wohnungen
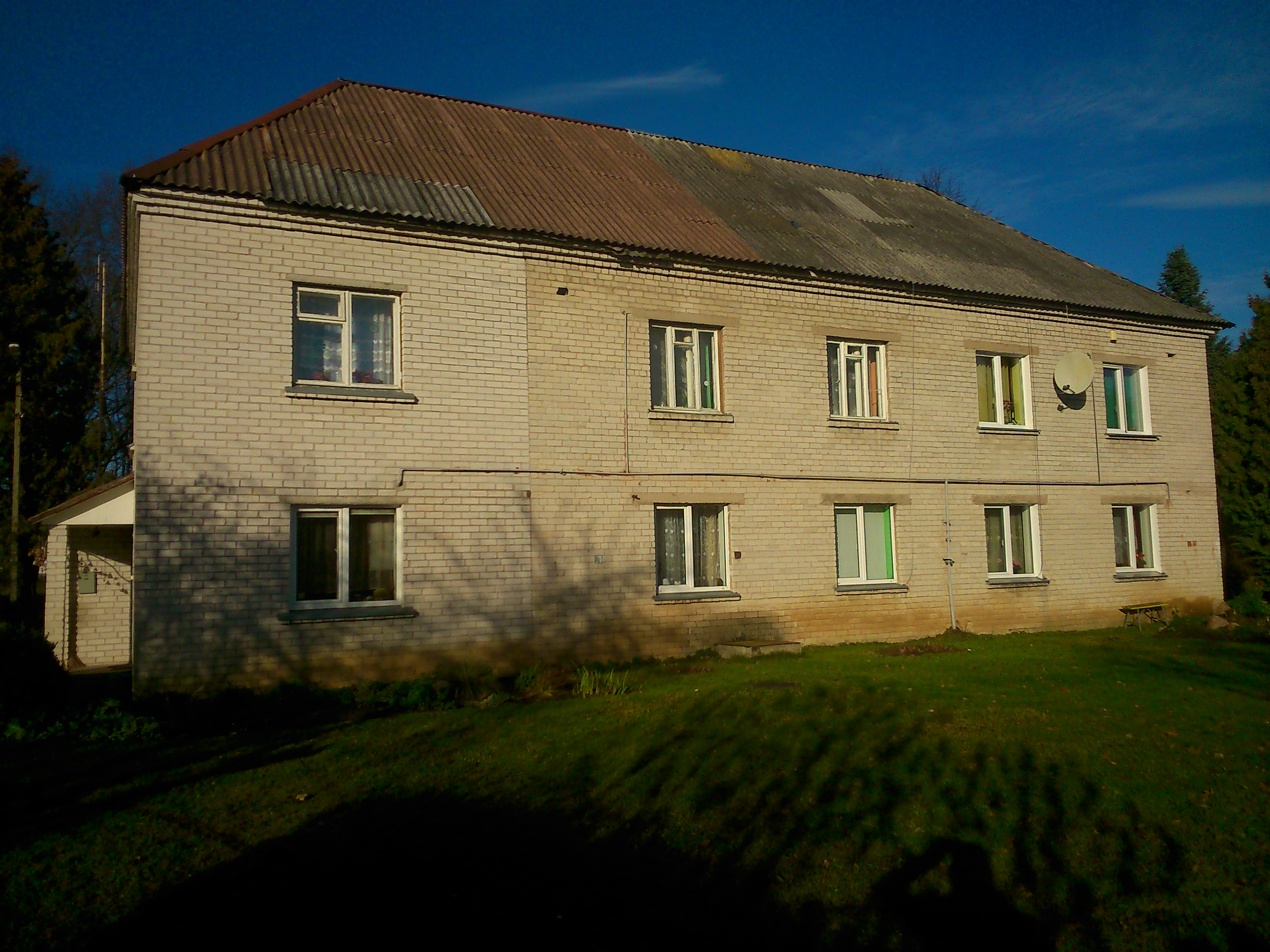
Wohnhaus mit 4 Wohnungen

Koordinaten: 55° 9′ 0″ N, 24° 21′ 0″ O